# International Cultivar Registration Authority
Eine International Cultivar Registration Authority (kurz ICRA) ist eine von der International Society for Horticultural Science ernannte Stelle, die die Einhaltung des Internationalen Codes der Nomenklatur der Kulturpflanzen (ICNCP), der die einheitliche Benennung von Kulturpflanzen-Sorten regelt, beaufsichtigt.

## Arbeit
Kulturpflanzen sollen anhand ihrer Namen eindeutig identifizierbar sein, dazu bedarf es der Verständigung zwischen Züchtern, Gartenhandel und Pflanzenliebhabern, auch über Länder- und Sprachgrenzen hinweg. Dies sollen die ICRAs leisten.
Wird ein Vorschlag für einen neuen Namen eingereicht, wird die zuständige ICRA prüfen ob der neue Name schon zuvor verwendet wurde und ob er in Einklang mit den regeln des ICNCP steht. Am Ende des Prozesses wird der Antragsteller eine Entscheidung über den Namen bekommen.
Beispiele für ICRAS sind:
- Die Royal Horticultural Society für Lilien
- Die International Carnivorous Plant Society (ICPS) für Fleischfressende Pflanzen
- Die American Violet Society (AVS) für Stiefmütterchen